# Le chat colla
Le chat colla (The Cat Came Back) est un court métrage d'animation humoristique écrit et réalisé par Cordell Barker (en), sorti en 1989, qui est inspiré de la chanson folklorique The Cat Came Back de Harry S. Miller (en). Le film est produit par Barker et Richard Condie à Winnipeg pour le compte de l'Office national du film du Canada.

## Synopsis
Un homme vivant seul trouve un jour sur son paillasson un petit chat qu'il s'empresse d'accueillir en sa demeure. Mais quand le petit animal se met à tout détruire dans la maison, l'homme tente de s'en débarrasser. Chacune de ses tentatives, plus périlleuses les unes que les autres, se solde par un échec. Et même dans la mort, l'homme ne trouve pas le moyen de se libérer du mignon chaton.

## Récompenses et distinctions
Le film recueille plus de 15 prix, dont le prix Génie décerné au meilleur film d'animation de court métrage et trois prix au Animafest Zagreb. Il remporte le Prix Animé 1988 au Festival du cinéma international en Abitibi-Témiscamingue. Il est également nommé pour l'Oscar du meilleur court métrage d'animation à la 61e cérémonie des Oscars et est classé au 32e rang dans le livre The 50 Greatest Cartoons, publié par l'historien de l'animation Jerry Beck (en) en 1994.

## Adaptation
En 2017, la version anglaise du film est adaptée en livre pour enfants et publié par l'éditeur canadien Firefly Books.